# Exaeretodon
Exaeretodon è un genere estinto di terapsidi, vissuto all'inizio del Triassico superiore (circa 235-225 milioni di anni fa).  I suoi resti sono stati ritrovati in Argentina, Brasile e India.

## Descrizione
A differenza della gran parte dei suoi parenti (i cinodonti), questo animale possedeva un corpo massiccio e le sue dimensioni erano notevoli: il cranio poteva raggiungere i 40 centimetri di lunghezza, e l'intero corpo poteva sfiorare i due metri. Il cranio, grosso e dal muso allargato, era dotato di una dentatura molto specializzata, costituita da denti molariformi dalla superficie larga, separati dai canini tramite un diastema. Il corpo, a forma di botte, era sorretto da potenti zampe; la coda era corta. In generale, la forma del corpo dell'eseretodonte poteva richiamare vagamente quella di un maiale.

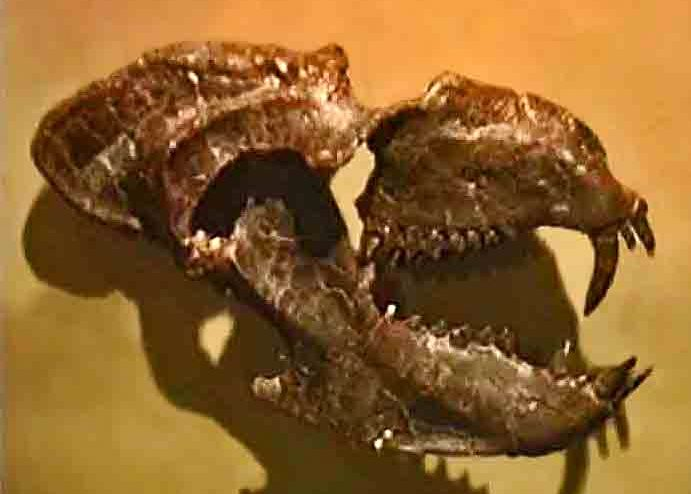
Cranio di Exaeretodon frenguellii

## Classificazione
L'eseretodonte è uno dei più noti rappresentanti della famiglia dei traversodontidi (Traversodontidae), un gruppo di rettili simili a mammiferi che si svilupparono nel corso del Triassico. Questi animali erbivori si diffusero in molte zone del mondo e occuparono la nicchia ecologica che, fino a quel momento, era stata appannaggio dei soli dicinodonti. L'eseretodonte, in particolare, era uno dei più grandi traversodonti. Di questo animale si conoscono varie specie, tra le quali le più note sono Exaeretodon riograndensis, E. argentinus ed E. frenguellii. Un genere assai simile, e ancor più grande, era Ischignathus.

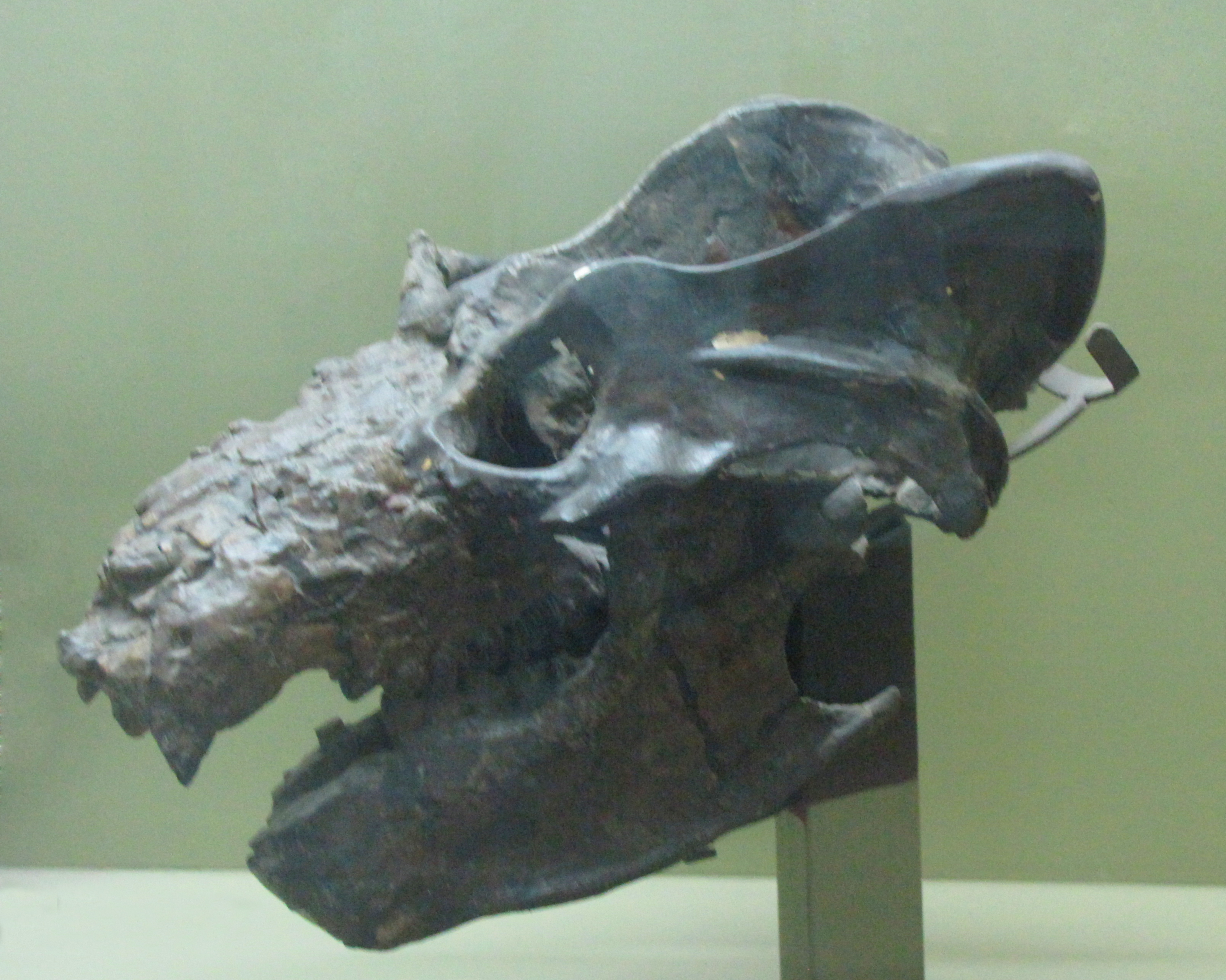
Cranio di Exaeretodon

## Stile di vita
L'eseretodonte, con tutta probabilità, era un erbivoro che viveva in branchi, nutrendosi di fogliame che triturava con i larghi denti molariformi. Dai numerosi fossili finora rinvenuti, sembra chiaro che gli esemplari più giovani possedevano un numero di denti minore rispetto a quello degli esemplari più maturi; questa caratteristica non si riscontra in alcun cinodonte noto, ma soltanto fra i mammiferi.